# Andreas Lämmel
Andreas Gottfried Lämmel (né le 19 avril 1959 à Falkenstein/Vogtl., RDA) est un homme politique allemand (CDU). 

## Biographie
Après avoir fréquenté la Polytechnischen Oberschule (POS), Lämmel termine un apprentissage de pâtissier en 1975, puis fait son service militaire auprès de l'Armée populaire nationale de 1978 à 1979. De 1979 à 1982, il étudie dans une école d'ingénieurs, de 1985 à 1987 à l'Université technique de Leipzig. De 1982 à 1990, il travaille dans l'industrie. 
En 1990, Lämmel travaille d'abord travaillé comme directeur général à plein temps du Nouveau Forum puis de l'association de district CDU à Dresde. En 1991, il rejoint le ministère d'État saxon des Affaires économiques, du Travail et des Transports en tant que chef de l'unité des questions fondamentales et dirige finalement le département de règlement des affaires de la Wirtschaftsförderung Sachsen GmbH de 1993 à 1994. 
Andreas Lämmel est marié depuis 1982 et a deux fils. 

## Parti
Au moment du Die Wende à Lämmel en 1989, il rejoint le Nouveau forum, mais rejoint la CDU en février 1990. Jusqu'en 2011, Lämmel est président de l'Association d'État de Saxe des Mittelstands- und Wirtschaftsvereinigung (MIT) de la CDU / CSU. De 2011 à 2013, il est président de la CDU du district de Dresde. 

## Député

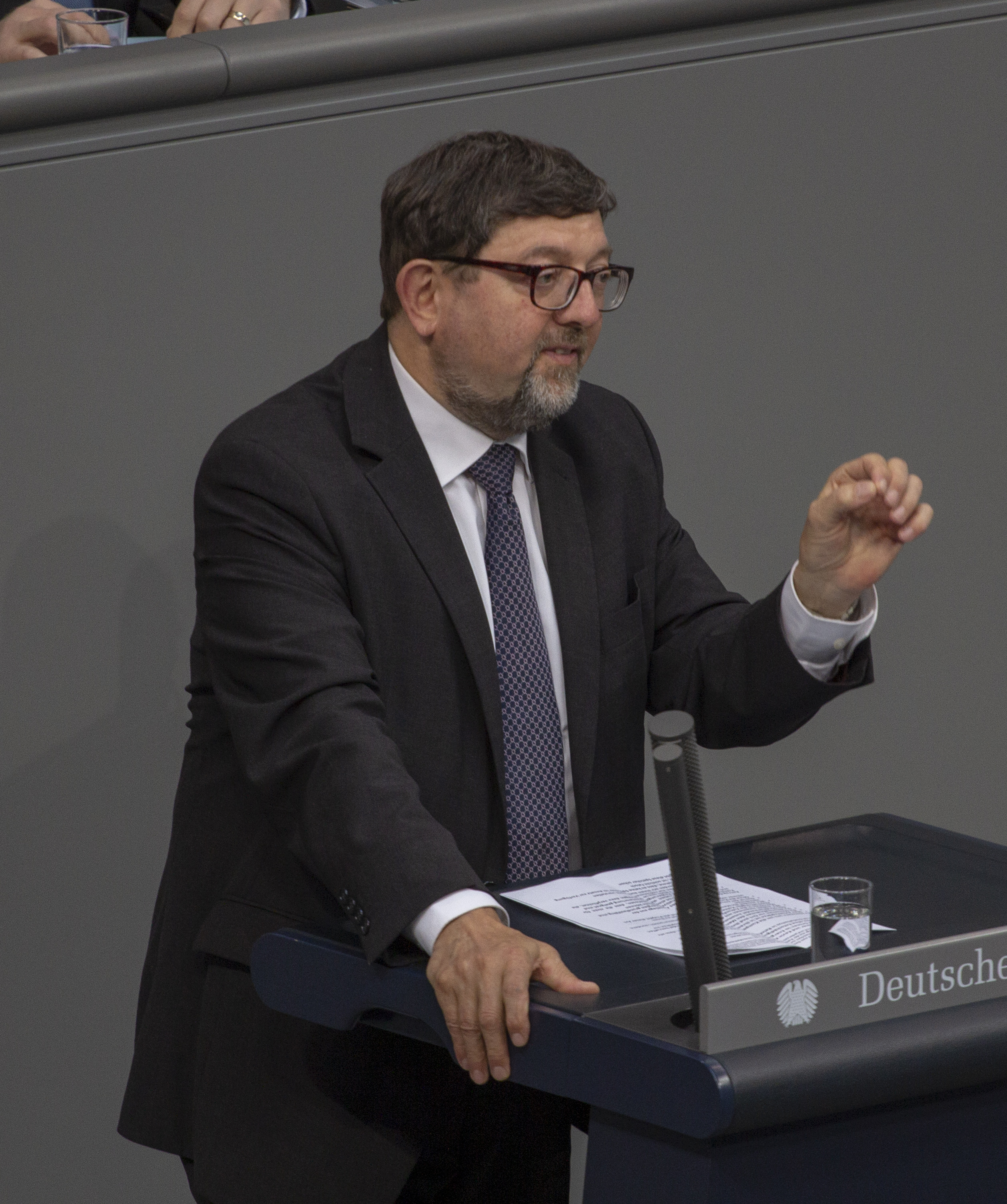
Andreas Lämmel en 2019 au Bundestag

Lämmel est membre du Landtag de Saxe de 1994 jusqu'à la démission de son mandat le 30 novembre 2005, où il est porte-parole de la politique économique du groupe parlementaire CDU de 1999 à 2004 et président de la commission économique de 2004 à 2005. Il représente la circonscription de Dresde 1 au Landtag. 
Lämmel est député au Bundestag depuis 2005. 
Andreas Lämmel rejoint le Bundestag en tant que député directement élu de la circonscription de Dresde I. Lors de l'élection fédérale dans la circonscription de Dresde I le 2 octobre 2005, il  obtient 37,0% des suffrages et le 27 septembre 2009 36,6%. Aux élections fédérales du 22 septembre 2013, Lämmel est confirmé avec 42,58% des suffrages dans la circonscription. Aux élections fédérales de 2017, il remporte 24,5% des suffrages contre son adversaire direct de l'AfD, Jens Maier (22,4%). 
Lämmel est président du groupe parlementaire CDU / CSU au sein de la commission de l'économie et de l'énergie. Il est vice-président du groupe parlementaire des moyennes entreprises (PKM) et président du groupe de travail Afrique du groupe parlementaire CDU / CSU. 

## Autres activités
Lämmel est membre du conseil d'administration de la Deutsche Gesellschaft, président honoraire de l'Association nationale du tourisme de Saxe et membre du conseil d'administration de la Deutsche Afrika Stiftung 